# عنبر سالف
العنبر السالف (الاسم العلمي:†Prophyseter) هو جنس منقرض من الحيتانيات يتبع فصيلة حيتان العنبر من رتبة مزدوجات الأصابع.